# Symbolismen
 For alternative betydninger, se Symbolisme. (Se også artikler, som begynder med Symbolisme)
Symbolismen er en litterær strømning og kunstbevægelse som opstår i Frankrig i 1860'erne og derfra breder sig til resten af Europa op gennem 1870'erne og frem mod slutningen af det 19. århundrede. I Danmark er symbolismen ofte defineret i tidsrummet fra ca. 1890-1900. Symbolismen var en reaktion mod objektiviteten og det realistiske, der prægede naturalismen. Symbolisme var en reaktion til fordel for spiritualitet, fantasi og drømme. Det, som handler om 'symbol' i symbolismen, er, at sproget er blevet bevidst om sin billedskabende evne.

## Symbolismen i litteraturen

### Symbolismens historie
I litteratur baseres periodens tendenser på Charles Baudelaire’s udgivelse Les Fleurs du mal fra 1857. Det er særligt lyrikken, der præger symbolismen, hvor digterne vender sig indad og dyrker en ren digtning med følelser og stemninger i fokus gennem et dunkelt billedsprog. Musikalitet og eksperimenterende versformer som eksempelvis prosadigtning kendetegner desuden tendensen. Symbolismens forudsætning er Charles Baudelaires lyrik og kritik og er videreudviklet og bearbejdet på fransk af Stéphane Mallarmé og Paul Verlaine gennem 1860’erne og 1870’erne. I 1880’erne var æstetikkens ambitioner udtrykt gennem en serie af manifester og tiltrak derfra en generation af forfattere.

### Symbolismens bearbejdelse i den danske litteraturhistorie
Gennem tiden er symbolismen blevet kaldt forskelligt i de forskellige litteraturhistorier og andre værker om litteratur. Vilhelm Andersen omtaler den eksempelvis som det lyriske gennembrud i "Illustreret dansk Litteraturhistorie" fra 1925. Betegnelsen "det lyriske gennembrud" tager fat i et genremæssigt kendetegn ved perioden: Hvor naturalismen og Det Moderne Gennembrud foretrak prosa (novelle og roman) og dramaet til sine værker, blev lyrikgenren vakt til live igen af den symbolistiske bevægelse. Helge Rode omtaler den som det sjælelige gennembrud i bogen af samme navn: "Det sjælelige Gennembrud" fra 1928. Bo Hakon Jørgensen stiller i 2003 spørgsmål ved om symbolismens varighed og betydelighed er nok til at blive betegnet som en litterær periode i Danmark. Den slags diskussioner er ofte gældende i forhold til beskrivelser og bearbejdelser af litterære perioder.
Ofte i forbindelse med symbolismen nævnes det, at visse aspekter er en videreførelse af romantikken og dens idealer, men hvor store dele af romantikken var religiøs og idylliserende, er det ikke tilfældet i symbolismen. Dertil er det også blevet foreslået at kalde perioden "senromantikken". Desuden bliver symbolismen startskuddet til modernismen, som bliver vigtig gennem det 20'ende århundredes litteratur.

### Symbolismens litteratur i Danmark
Symbolismen rummede en genetablering af en metafysisk, bagvedliggende virkelighed. Vi kan ikke se verden som den er, men i glimt kan digteren ane det bagvedliggende, og det er det, han skal give videre i sin poesi. I denne tanke kan ses ligheden med Romantikken, hvor digteren også var det særlige individ, der kunne ane sammenhængen i verden. Symbolismen i Danmark var centreret omkring tidsskriftet Taarnet, som blev redigeret af Johannes Jørgensen. Det var også her den danske Symbolismes manifest eller programskrift blev offentliggjort i december 1893. Artiklen er skrevet af Johannes Jørgensen og rummer en skarp afstandtagen fra Georg Brandes moderne gennembrud og naturalismen.
Johannes Jørgensen, Sophus Claussen og Viggo Stuckenberg var alle primært lyrikere og med til at gøre 1890'erne til poesiens årti herhjemme.
Når man betragter Claussen og Jørgensens digtning har de ikke umiddelbart meget tilfælles. Det har gjort at Bo Hakon Jørgensen i sin periodegennemgang i Arkiv for Dansk Litteratur, har valgt at skelne mellem to retninger: 
1) Den transcendente symbolisme − og 

2) Den humane symbolisme. 

Ad 1) Den transcendente symbolisme er Johannes Jørgensen-retningen; her er digterens søgen rettet mod et trosobjekt – og i Jørgensens eget tilfælde mod Gud og en udadvendt metafysisk symbolisme. Der findes en højere verden, som er med til at give livet på jorden mening. Enhedstanken mellem natur og sjæl, idealismen og den identitetsfilosofiske betydning ligner det der gjaldt for romantikken. Kunstneren er et særligt inspireret menneske, der hæver sig over den almindelige borger, og kunstneren forstår tilværelsens enhed. Jørgensens symbolisme kan siges at vende bagud og opad − og derved blive utilstrækkelig i forhold til de franske symbolister og Sophus Claussen.
 I Johannes Jørgensens digtsamling Bekendelse fra 1894 ser man i digtsamlingens tredje og sidste del, hvordan han bekender sig til katolicismen, og ser frelse fra kvinders dæmoni og legemets længsler. Eksempelvis står der i digtsamlingens afslutningsdigt "Confiteor": 

“Naadens Dronning, giv mig Styrke
Før mig mildt med milde Hænder!
Fri min Sjæl af Dødens Mørke!

Jeg bekender, jeg bekender …”
Digterens sjæl bevæger sig ud af synden og ind i frelsen hos nådens dronning, madonnaen, jomfru Maria. En bekendelse til katoliscismen og frelsen i himlen viser, hvordan Jørgensens digtning vender "opad" og "udad" frem for en indre sjælelig og eksistentiel erkendelse.
Ad 2) Den humane og mere franske symbolisme ser vi hos Sophus Claussen. Her er den metafysiske oplevelse ikke rettet udad og bagud men indad i stedet; det er digtet og kunsten, der er målet for oplevelsen af verden. Hans poesi er på mange måder L'art pour l'art|, kunst for kunstens skyld og stemmer mere overens med kendetegnene ved den franske symbolisme. Også Viggo Stuckenberg dyrkede denne form for symbolisme. Sophus Claussens lyrik peger ind mod en mere eksistentiel menneskeforståelse. I debutdigtsamlingen Naturbørn fra 1887 anlægger Claussen sine ateistiske, amourøse og moderne budskaber, som kommer til at have betydning i hele forfatterskabet. Desuden er det erotiske i Naturbørn en vigtig tematik gennem forfatterskabet.
 Claussen skriver eksempelvis digtet "Kærlighed":
"Tal ej om skuffet Kærlighed
og Hjærter, som er brudt!
man gør sig lidt Besværlighed
og ta’r en ny til slut.

Tal ej om evig Kærlighed!
vort Hjærte kun slaar Smut;
det hopper let fra Sted til Sted
og synker træt til slut."

Ens for begge retninger af symbolisme er, at det gælder om at indfange en usynlig verdensorden og sammenhæng mellem sjæl og natur, men hos Claussen er dette ikke nødvendigvis transcendent − det kunne foregå i det ubevidste og i ubevidste sjælelige processer og handler ikke nødvendigvis om den evige sandhed.
Væsentlige forskelle mellem romantikken og symbolismen, som af Jørgensen til dels overses, er eksempelvis storbyens betydning i symbolismen. Landskaberne som danner ramme om digtningen er forskellige. Desuden er symbolismen mere reflekteret og mindre naiv end hvad der gjorde sig gældende i romantikken. Moderniteten er et sammenfattende begreb om storbyen og refleksionen som stammer fra Baudelaire, og det er denne og ham, der kan siges at adskille romantikken fra symbolismen.

## Symbolismen i kunsten
Anderledes fra, men relateret til stilen i litteraturen, er symbolisme i kunst relateret til den gotiske komponent af romantisme og impressionisme. Kunsten blev malernes flugt fra industrisamfundet, som både fungerede som inspiration og væmmelse. Kunsten blev en erstatning for de skuffelser, de mødte i livet. De symbolistiske malere forsøgte at fremvise de dybereliggende sandheder og sammenhænge i tilværelsen − det evigtgyldige og det alment menneskelige. Ligesom symbolismens forfattere bliver kunstnerne i symbolismen en slags seere af det skjulte, som de gennem kunsten kunne afsløre for resten af befolkningen.

### Symbolistiske kunstnere og forfattere i udvalg
- George Frederic Watts (1817-1904)
- Pierre Puvis de Chavannes (1824-1898)
- Gustave Moreau (1826-1898)
- Arnold Böcklin (1827-1901)
- Odilon Redon (1840-1916)
- Marie Luplau (1848-1925)
- John William Waterhouse (1849-1917)
- L.A. Ring (1854-1933)
- Félicien Rops (1855-1898)
- Fernand Khnopff (1858-1921)
- Gustav Klimt (1862-1918)
- Edvard Munch (1863-1944)
- J.F. Willumsen (1863-1958)
- Harald Slott-Møller (1864-1937)
- Vilhelm Hammershøi (1864-1916)
- Jens Lund (1871-1924)
- Rudolph Tegner (1873-1950)
- Aubrey Beardsley (1872-1898)
- Johannes Holbek (1872-1903)
- Hugo Simberg (1873-1917)
- Sophus Claussen (1865-1931)
- Johannes Jørgensen (1866-1956)
- Cesare Saccaggi (1868-1934)